# Erysichton uluensis
Erysichton uluensis, även Erysichton uluensis, är en fjärilsart som beskrevs av Ribbe 1899. Erysichton uluensis ingår i släktet Erysichton och familjen juvelvingar. Inga underarter finns listade i Catalogue of Life.